# Germain Cuzacq
Pour les articles homonymes, voir Cuzacq.
Baptiste dit Germain Cuzacq, né le 11 juillet 1886 à Geloux et mort le 3 septembre 1916 à Fleury-devant-Douaumont, est un militaire français ayant participé à la Première Guerre mondiale. 
Il est principalement connu pour les lettres qu’il envoie du front à sa famille et qui sont publiées en 1984 par sa fille et son gendre sous le titre Le soldat de Lagraulet.

## Biographie

### Avant guerre (1886-1914)
Germain Cuzacq naît le 11 juillet 1886 à Geloux, au lieu-dit de Lagraulet. Il est le quatrième enfant de Jean Cuzac et Marie Dubernet, couple de gemmeurs-métayers très modeste et analphabète. Il arrête ses études à l’école du village à 11 ans mais poursuit son instruction grâce à des cours du soir et développe, grâce à ses enseignants, une passion pour la lecture. Dès son très jeune âge, il travaille comme gemmeur ou agriculteur. Il effectue son service militaire de 1906 à 1908 au 144e régiment d’infanterie en garnison à Bordeaux, puis deux périodes de réserves : 28 jours en 1910 et 17 jours en juin 1914. Son père lui confie la direction de la métairie vers 1910. Le 6 octobre 1912, il épouse Marie Labarrère (née en 1893), avec qui il a une fille prénommée Julia, née en octobre 1913 et décédée en 2011.

### Première Guerre mondiale  (1914-1916)
Le 6 août 1914, lors de la mobilisation, il quitte Geloux et gagne la 22e compagnie du 234e régiment d’infanterie en garnison à la caserne Bosquet de  Mont-de-Marsan. Il voyage en train jusqu’à Nancy, où sa compagnie débarque le 13 août sous les acclamations de la foule. Il marche jusqu’au front, passe son baptême du feu lors de la bataille des Frontières devant Delme, puis bat en retraite vers le grand Couronné. Il rédige sa première lettre à sa famille le 9 septembre. Le 18 juin 1915, il part pour le secteur de Lunéville. Le 28 juin et le 7 juillet, il envoie deux lettres à sa famille dans lesquelles il raconte les combats, la maladie, les bombardements et ses souffrances. Du 11 juillet au 3 août, il est positionné dans des secteurs plus calmes : le secteur de Laneuvelotte, puis de Fraize, avant de revenir aux avant-postes de Nancy. Le 13 janvier 1916, il rentre en permission dans les Landes, et voit sa fille qu’il n’a pas vue depuis plus de 17 mois.  
En février 1916, il participe à la bataille de Verdun ; le 28 février, il se positionne entre Châtillon et Moulainville. Dans ses lettres, il évoque les conditions terribles (tranchées en mauvais état, météo catastrophique), la maladie (il souffre de diarrhée) et les combats. Le 22 juin, après une période à l’arrière, il est positionné dans le réduit d’Avocourt. Il est exténué et voit beaucoup de ses camarades mourir. À partir du 29 août, il combat à Fleury-devant-Douaumont et envoie une dernière lettre à sa famille le 2 septembre, et meurt au combat le lendemain, le 3 septembre 1916, à 30 ans. 

## Le soldat de Lagraulet
En 1984, Pierre et Germaine Leshauris (la fille de Germain Cuzacq), publient Le soldat de Lagraulet. Après une courte notice biographique, les auteurs regroupent plus de 400 lettres de Cuzacq à sa famille entre 1914 et 1916, en les annotant et les commentant. L’ouvrage comprend aussi des témoignages de membres du 234e régiment d’infanterie et des photographies d’archives. D’après Yann Prouillet, il « peut apparaître comme un ouvrage d’intérêt pour l’étude des soldats landais dans la Grande Guerre au cours de la période d’août 1914 à septembre 1916 ». Pour le ministère de l'Agriculture, les lettres du soldats de Lagraulet illustrent les blessures du monde agricole pendant la Première Guerre mondiale.